# Раск, Дин
Дэвид Дин Раск (англ. David Dean Rusk, 9 февраля 1909, округ Чероки, штат Джорджия, США — 20 декабря 1994, Атенс, округ Кларк, штат Джорджия, США) — американский государственный деятель, занимавший пост государственного секретаря США при президентах Джоне Кеннеди и Линдоне Джонсоне.

## Биография

#### Ранние годы
Дэвид Дин Раск родился 9 февраля 1909 года четвёртым ребёнком в семье фермера Роберта Раска, бывшего также проповедником и школьной учительницы Фрэнсис Раск (в девичестве Клотфельтер). По отцовской линии предки Дина Раска ирландцы, по материнской — немцы. Через четыре года после рождения Дина семья переехала в Атланту (штат Джорджия), где отец работал на почте. Учился в начальной школе Lee Street Elementary и средней школе Boys' High School в Атланте. Поступил в Дэвидсон-колледж в Северной Каролине, который окончил с отличием в 1931 году. Во время учёбы был принят в студенческое братство Фи Бета Каппа, участвовал в студенческом самоуправлении и прошел обучение в резервном корпусе подготовки офицеров (ROTC). По стипендии Родса обучался в Оксфордском университете (Сент-Джонс колледж), в котором получил степень магистра в 1934 году. После возвращения из Великобритании преподавал международные отношения в Миллс-колледже в Окленде (штат Калифорния; 1934—1940). В 1940 году получил степень доктора права в Школе права Калифорнийского университета в Беркли.

#### Вторая мировая война
В декабре 1940 года начал службу в армии, где ему был присвоен чин капитана. Служил в военной разведке, специализируясь на азиатской части Британской империи. В 1943 году был отправлен в Бирму, где служил в штабе и привлек внимание Джорджа Маршалла. Закончил службу в 1946 году в чине полковника.

#### Работа в Государственном департаменте США
После этого непродолжительное время работал в Государственном департаменте в отделе дел ООН, а затем в Министерстве обороны. Предложил разделить Корею на Северную (зона советского влияния) и Южную (зона американского влияния) по 38-й параллели, что и было реализовано в 1948 году. В 1947 году вернулся в Государственный департамент, где заменил Элджера Хисса на посту директора офиса специальных политических дел. В 1948 году поддержал государственного секретаря Джорджа Маршалла в его конфликте с президентом Гарри Трумэном вокруг признания или непризнания Израиля (Маршалл противился признанию Израиля, опасаясь ухудшения отношений с богатыми нефтью арабскими странами). В феврале — мае 1949 года — помощник госсекретаря США по делам международных организаций. Когда Маршалла сменил Дин Ачесон, то Раск поднялся до помощника государственного секретаря по дальневосточным делам и сыграл важную роль в вовлечении США в Корейскую войну. Проявлял себя решительным антикоммунистом, выступал за активную поддержку режима Ли Сын Мана в Южной Корее, Бао Дая во Вьетнаме и Чана Кайши на Тайване.
C 1952 по 1954 год занимал пост поверенного в Фонде Рокфеллера, а с 1954 по 1960 год был президентом Фонда.

#### Деятельность на посту государственного секретаря США

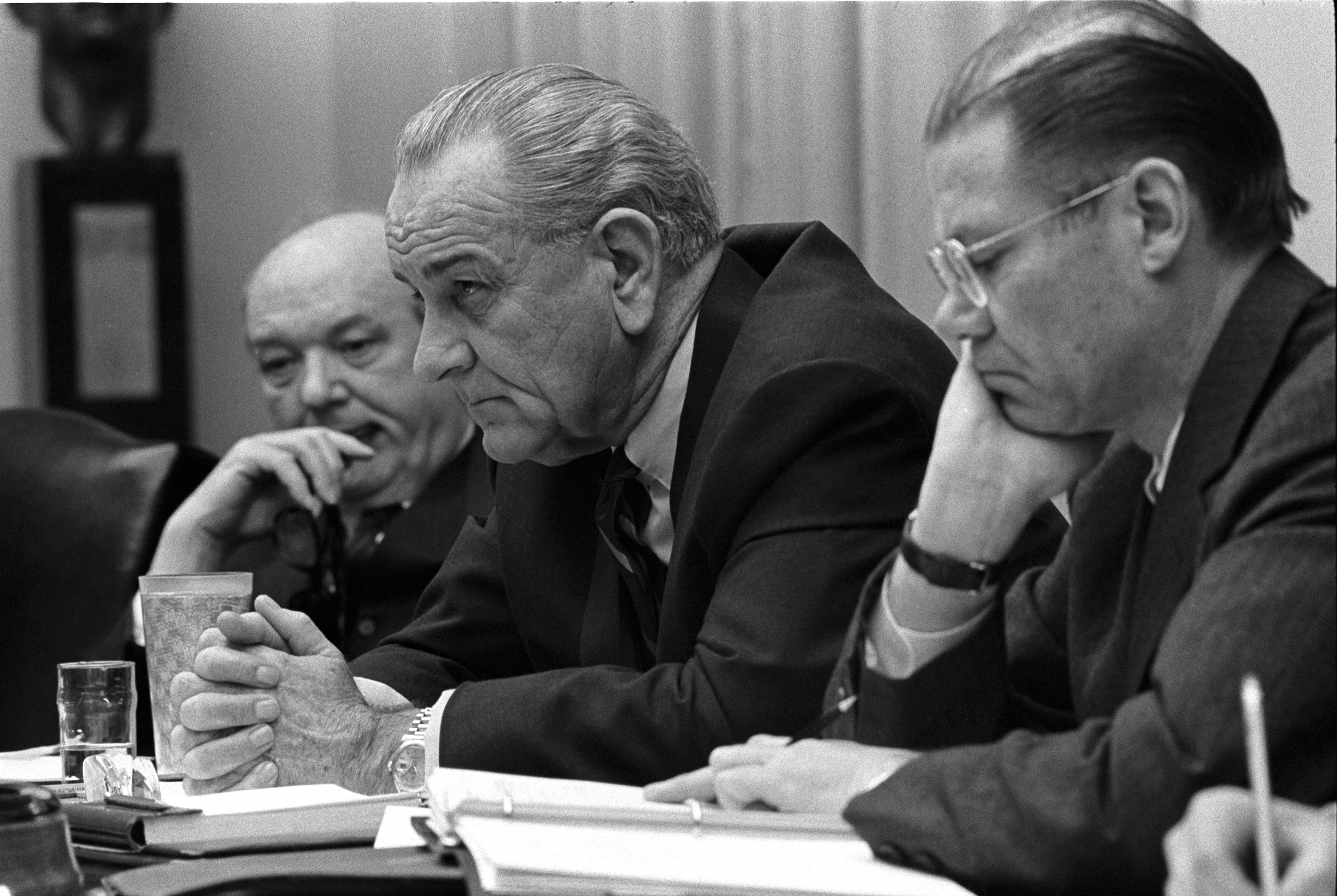
Дин Раск, президент Линдон Джонсон и министр обороны Роберт Макнамара

12 декабря 1960 года избранный в ноябре президентом США политик-демократ Джон Кеннеди объявил, что государственным секретарём в его администрации будет Дин Раск. Когда в январе 1961 года Кеннеди официально вступил в должность президента США, Раск официально стал государственным секретарём.
В первые годы работы Раска государственным секретарём произошёл пик напряжённости Холодной войны. Связано это было с Берлинским и Карибским кризисами, которые США с одной стороны и СССР с другой с трудом урегулировали, придя к компромиссам, более-менее приемлемым для обоих. В урегулировании этих кризисов активно участвовал и Раск. Выступал за увеличение участия США в войне во Вьетнаме, в чём имел разногласия с президентом Кеннеди. В августе 1963 года он был одним из подписантов Договора о частичном запрете ядерных испытаний. Имел непростые взаимоотношения с Кеннеди и даже неоднократно пытался подать в отставку, пока тот был жив, но безуспешно. Одна из таких попыток произошла после убийства Кеннеди в ноябре 1963 года, но новый президент страны Линдон Джонсон оставил Раска на его посту, и тот сохранил его до января 1969 года, когда государственным секретарём США стал Уильям Роджерс. Один из главных инициаторов полноценного ввода американских войск в Южный Вьетнам для оказания помощи стране в борьбе с силами коммунистического сопротивления и Северным Вьетнамом (1965). Пытался заручиться поддержкой в этом со стороны Великобритании, но безуспешно. Поддерживал массивные и кровавые бомбардировки Северного Вьетнама военной авиацией США и эскалацию войны в Южном Вьетнаме, вследствие чего стал объектом резкой критики со стороны граждан США, выступавших против войны во Вьетнаме и с каждым годом увеличивавшихся в общем количестве. Неоднократно заявлял, что полноценные и продуктивные мирные переговоры в рамках войны начнутся лишь тогда, когда Северный Вьетнам прекратит попытки захватить Южный Вьетнам и признает его отдельным от себя независимым государством.

#### Деятельность после ухода с поста государственного секретаря США
После ухода с поста государственного секретаря в январе 1969 года преподавал международное право в Университете Джорджии вплоть до своей смерти. Иногда давал интервью.
Умер 20 декабря 1994 года в Атенсе (штат Джорджия).

## Семья
9 июня 1937 года Дэвид Дин Раск женился на Вирджинии Фоузи. У супругов было трое детей, среди которых сыновья Дэвид и Ричард, а также дочь Пэгги.

## Награды
Американские
- Легионер Ордена «Легион почёта» (1945).
- Президентская медаль Свободы (1969).

Иностранные
- Рыцарь-командор Ордена Британской империи (Великобритания).